# Go Simpsonic with The Simpsons
Go Simpsonic with The Simpsons is een soundtrackalbum uit 1999 gebaseerd op de animatieserie The Simpsons.
Het album bevat veel van de muzieknummers uit de serie die niet waren opgenomen in het vorige soundtrackalbum, Songs in the Key of Springfield, of die pas na de uitgave van het vorige album waren gemaakt. In totaal bevat het album 53 nummers.

## Track listing
1. "The Simpsons Main Title" - The Alf Clausen Orchestra
2. "Lisa's Sax": "Those Were The Days/'WB's Proud To Present' Theme" - Dan Castellaneta/Julie Kavner/Nancy Cartwright
3. "All Singing, All Dancing": "'Gonna Paint Our Wagon' Theme & Reprise/A Singing, Dancing,..." - Dan Castellaneta/Julie Kavner/Nancy Cartwright/Hank Azaria/Yeardley Smith
4. We Put The Spring In Springfield - Dan Castellaneta/Harry Shearer/Tress MacNeille
5. "Simpsoncalifragilisticexpiala(Annoyed Grunt)cious": "Turkey In The Straw/Minimum Wage Nanny" - Dan Castellaneta/Julie Kavner/Nancy Cartwright/Yeardley Smith
6. "Cut Every Corner" - Dan Castellaneta/Nancy Cartwright/Hank Azaria/Yeardley Smith/Maggie Roswell
7. "A Boozehound Named Barney" - Dan Castellaneta/Nancy Cartwright/Hank Azaria/Yeardley Smith
8. "Happy Just The Way We Are" - Dan Castellaneta/Julie Kavner/Nancy Cartwright/Yeardley Smith/Harry Shearer
9. "Simpsoncalifragilisticexpiala(Annoyed Grunt)cious End Credits Suite" - The Alf Clausen Orchestra
10. "Cash And Cary" - Dan Castellaneta/Nancy Cartwright/Yeardley Smith/Harry Shearer
11. "Meet The Flintstones" - Dan Castellaneta
12. "Underwater Wonderland" - Dan Castellaneta/Julie Kavner
13. "Happy Birthday, Mr. Burns" - The Ramones/Harry Shearer
14. "The Field Of Excellence" - Nancy Cartwright/Yeardley Smith/Harry Shearer/Awards Show Singers
15. "The Itchy & Scratchy & Poochie Show Theme" - Studio Singers
16. "Poochie Rap Song" - Dan Castellaneta/Harry Shearer
17. "The City of New York vs. Homer Simpson": "No Regards/You're Checkin' In" - The Alf Clausen Orchestra/Julie Kavner/Nancy Cartwright/Yeardley Smith
18. "'Quimby' Campaign Commercial" - Hank Azaria/Harry Shearer
19. "The Simpsons End Credits Theme" - Sonic Youth
20. "Trash of the Titans": "Before The Garbage, Man!/The Garbageman" - Dan Castellaneta/Julie Kavner/Nancy Cartwright/Yeardley Smith
21. "Canyonero" - Hank Williams jr./Studio Singers
22. "Everyone Loves Ned Flanders (The Adventures Of Ned Flanders Theme)" - Dan Castellaneta/Nancy Cartwright/Harry Shearer
23. "Scorpio End Credits" - Sally Stevens
24. "Chief Wiggum, P.I. Main Title" - The Alf Clausen Orchestra/Phil Hartman
25. "The Love-Matic Grampa Main Title" - Phil Hartman/Studio Singers
26. "The Simpsons Spin-Off Showcase": "The Simpsons Family Smile-Time Variety Hour Opening Theme..." - Dan Castellaneta/Julie Kavner/Nancy Cartwright/Harry Shearer/Pamela Hayden/Tim Conway
27. "The Ballad Of Jebediah Springfield" - Rick Logan/Dick Wells/Tommy Morgan
28. "In Marge We Trust": "Klang And Koto/'Mr. Sparkle' Theme & Logo" - Dan Castellaneta/Nancy Cartwright/Yeardley Smith/Sab Shimono
29. "Krusty The Clown Main Title" - The Alf Clausen Orchestra
30. "Cape Feare": "Any Last Requests?/H.M.S. Pinafore/Bart's Holding The Buttercup Bart And Bop Bop And..." - Nancy Cartwright/Kelsey Grammer
31. "Mr. Plow" - Dan Castellaneta/Nancy Cartwright/Yeardley Smith
32. "Plow King" - Dan Castellaneta/Hank Azaria/Linda Ronstadt
33. "'Kamp Krusty' Theme Song" - Hank Azaria
34. "The Simpsons End Credits Theme" - Dan Castellaneta/Terry Harrington
35. "Union Strike Folk Song (Parts 1 & 2)" - Yeardley Smith/Harry Shearer
36. "Rappin' Ronnie Reagan" - Dan Castellaneta/Harry Shearer
37. "Cletus The Slack-Jawed Yokel!" - Hank Azaria/Rick Logan/Dick Wells/Tress MacNeille
38. "Ya-Hoo Main Title" - The Alf Clausen Orchestra/Hank Azaria
39. "The Land Of Chocolate" - Dan Castellaneta/Hank Azaria
40. "'Skinner & The Superintendent' Theme" - Hank Azaria/Studio Singers
41. "Presidents' Song" - Harry Shearer
42. "The Star Spangled Banner" - Harry Shearer/Daryl L. Coley
43. "Talkin' Softball" - Terry Cashman
44. "Like Father, Like Clown": "A Warm Round/Oh, My Papa/A Love Thing" - Dan Castellaneta/Hank Azaria/Jackie Mason
45. "Blessed Be The Guy That Bonds (McBain End Credits)" - Sally Stevens
46. "You're Gonna Like Me (The Gabbo Song)" - Dan Castellaneta/Harry Shearer/Pamela Hayden
47. "Can I Borrow A Feeling?" - Hank Azaria/Maggie Roswell
48. "The Simpsons End Credits Theme" - The Alf Clausen Orchestra
49. "We Love To Smoke" - Julie Kavner
50. "Apu In 'The Jolly Bengali' Theme" - Studio Singers
51. "The Garbageman Can (Long Demo Version)" - Studio Singers (In de televisieserie waren de stemmen van U2 te horen, maar op het album zijn die vervangen door andere stemmen.)
52. "Senor Burns (Long Version)" - Tito Puente & His Latin Jazz Ensemble
53. "Happy Birthday, Mr. Smithers" - Harry Shearer

Homer Simpson · Marge Simpson · Bart Simpson · Lisa Simpson · Maggie Simpson · Abraham Simpson · Patty en Selma Bouvier · Jacqueline Bouvier · Mona Simpson · Santa's Little Helper · Snowball II · Familie Bouvier
Jasper Beardley · Comic Book Guy · Eddie en Lou · Maude Flanders · Ned Flanders · Professor Frink · Barney Gumble · Julius Hibbert · Lionel Hutz · Eerwaarde Lovejoy · Kapitein Horatio McCallister · Hans Moleman · Bleeding Gums Murphy · Apu Nahasapeemapetilon · Mayor Joe Quimby · Dr. Nick Riviera · Agnes Skinner · Cletus Spuckler · Squeaky Voiced Teen · Disco Stu · Moe Szyslak · Kirk Van Houten · Luann Van Houten · Chief Clancy Wiggum
Gary Chalmers · Rod en Todd Flanders · Jimbo Jones · Kearney · Edna Krabappel · Otto Mann · Nelson Muntz · Martin Prince · Seymour Skinner · Milhouse Van Houten · Ralph Wiggum · Groundskeeper Willie · andere studenten
Montgomery Burns · Carl Carlson · Lenny Leonard · Waylon Smithers
Itchy en Scratchy · Kent Brockman · Krusty de Clown · Troy McClure · Rainier Wolfcastle · Radioactive Man
Snake · Kang & Kodos · Sideshow Bob · Fat Tony
Treehouse of Horror
Bart vs. the World · Bart Simpson's Escape from Camp Deadly · The Simpsons Arcadespel · Bart vs. the Space Mutants · Bart's House of Weirdness ·Bart vs. The Juggernauts · Krusty's Fun House · Bartman Meets Radioactive Man · Bart's Nightmare · The Itchy and Scratchy Game · Virtual Bart · Bart and the Beanstalk · Itchy & Scratchy in Miniature Golf Madness · Cartoon Studio · Virtual Springfield · Night of the Living Treehouse of Horror · Bowling · Wrestling · Road Rage · Skateboarding · Hit & Run · The Simpsons Game · The Simpsons: Tapped Out
The Simpsons · The Simpsons Pinball Party
Strips: Simpsons Comics · Bart Simpson serie · Itchy & Scratchy Comics · Bart Simpson's Treehouse of Horror · Futurama/Simpsons Infinitely Secret Crossover Crisis
Tijdschrift: Simpsons Illustrated
Boeken: Bart Simpson's Guide to Life · Family Album · Library of Wisdom · Complete Guides · Planet Simpson · The Simpsons and Philosophy
Actiefiguurtjes: World of Springfield
The Simpsons Movie
Bankgrap ·
Canyonero · 
D'oh! · 
Duff Beer · 
Schoolbordgrap · 